# Trachytettix alatus
Trachytettix alatus är en insektsart som beskrevs av Bolívar, I. 1908. Trachytettix alatus ingår i släktet Trachytettix och familjen torngräshoppor. Inga underarter finns listade i Catalogue of Life.